# Beer Factory
Beer Factory Restaurant & Wood Grill, sólo llamada Beer Factory o Beer Factory & Food, fue un restaurante bar, fundado en 1997, inaugurado en el centro comercial Santa Fe, en la alcaldía Cuajimalpa, en la Ciudad de México. Desaparece del mercado mexicano la fecha del 30 de diciembre de 2024.
Fue pionera en la cerveza artesanal y en el ámbito de los restaurantes con cerveza propia. Actualmente es marca de Tok's Restaurantes.

## Historia
Su historia surge en 1997 cuando se apertura la primera sucursal en el Centro Comercial Santa Fe en la Ciudad de México,a un año después, se aperturó su segundo restaurante ubicado en el centro comercial Cuicuilco, en la anterior planta generadora de energía de la fábrica de papel de Loreto y Peña Pobre. En el año 1999 abrieron su tercera sucursal en Mundo E, plaza comercial localizada en el municipio de Tlalnepantla de Baz, Estado de México.
En 2003 inician un sistema de franquicias, hasta durante el mes de julio de 2008 Comercial Mexicana compra los 3 restaurantes Beer Factory ubicados en Santa Fe, Cuicuilco y Mundo E mediante su subsidiaria temporal de Restaurantes California, la cual en ese entonces contaba con 71 ubicaciones en algunas zonas de la república mexicana.
En 2010 se apertura la cuarta sucursal ubicada en la zona de Lindavista (lugar donde anteriormente era una tienda Sumesa), sobre Avenida Insurgentes Norte, en 2011 se apertura su quinta sucursal ubicada en el centro comercial Pabellón Las Torres, en Ciudad Satélite, Estado de México. Al mismo tiempo se inaugura una sucursal en Tlaquepaque, Jaliscocerrando al poco tiempo de su apertura.
En el año 2012 se inaugura su sexta y última ubicación en la colonia Jardines del Pedregal, en la Ciudad de México, al mismo tiempo una tienda City Market. En el año 2014 Controladora Comercial Mexicana vende esta cadena a la empresa mexicana Grupo Gigante, misma que tiempo más tarde cambiaría de imagen a la cadena, además de ofrecer su cerveza a la empresa Tok's Restaurantes.
En el año 2019 abre una sucursal en el centro comercial Gran Terraza Coapa, en la Ciudad de México, como parte de Grupo Gigante.

### Venta de Beer Factory a Grupo Gigante
En el año 2014 Controladora Comercial Mexicana vende las 6 ubicaciones de Beer Factory y 47 sucursales de Restaurantes California a Grupo Gigante, por un monto de 1,103 millones de pesos, por lo que mantienen los 6 restaurantes de Beer Factory a excepción de la ubicación en Ciudad Satélite, Estado de México.

### Cierre de operaciones
El día 30 de diciembre de 2024 anuncian en su página web y redes sociales el cierre de todas sus sucursales con fecha del mismo día.